# Климент (област Пловдив)
 Тази статия е за селото в Област Пловдив.  За другото българско село с това име вижте Климент (Област Шумен).  За други значения вижте Климент (пояснение).
Климент е село в Южна България. То се намира в община Карлово, област Пловдив.

## География
Село Климент се намира в планински район на северния склон на Средна гора към Стремската долина.
От него тръгват няколко еко пътеки. Основният маршрут, използван през годините, минава покрай големия язовир над селото и продължава към местността Тарафови ниви или хижа „Седемте партизани“. Няколкото язовира дават възможност на хората от околните населени места да се занимават със спортен риболов и почивка по бреговете им.
Селото е с разнообразна хидрология, като в покрайнините му извира по естествен път минерален извор с температура на водата около 37 °C. Разкопките около извора дават свидетелства за заселване на района около 6000 пр.н.е., като находки от този период могат да бъдат видени в историческия музей на град Карлово.
Местните легенди за историята на извора са от значително по-късния османски период, когато около него се събирали овчари и техните семейства, за да прекарат зимата. Тогава се появил някакъв ага с дъщеря си. Дъщерята била болна от болест, лекувана с изворната вода, но паднала в извора и се удавила, а агата заповядал да се запуши извора с чували овча вълна. Изворът съществува и лекува и днес.

## История
До 1934 година селото носи името Окчулар – от турски „ок“ – лък, и „окчу“ – майстор на лъкове + „лар“ – окончание за множествено число в турски – т.е. майстори на лъкове, или казано накратко – „лъчници“, а побългареният му вариант е Овчеларе, с което име е по-известно. От 1934 до 1960 година носи името Свети Климент, т.е. селото е назовано на Свети Климент Охридски. През януари 1966 година селото е преименувано на Климент, след предложение на местната партийна организация.

## Редовни събития
- Старчовден – празник на кукерите от местното НЧ „Васил Левски“.
- Гергьовден – празник на църквата.
- Спасовден - традиционен събор с народни борби.
- 22 септември – празник на селото.